# Unione Sportiva Borgo San Donnino 1924-1925
Questa voce raccoglie le informazioni riguardanti l'Unione Sportiva Borgo San Donnino nelle competizioni ufficiali della stagione 1924-1925.

## Rosa
| N. |                   | Ruolo | Calciatore      |
| -- | ----------------- | ----- | --------------- |
|    | Italia (bandiera) | C     | Giuseppe Aimi   |
|    | Italia (bandiera) | C     | Aiolfi          |
|    | Italia (bandiera) | D     | Dante Birocchi  |
|    | Italia (bandiera) | D     | Mario Braibanti |
|    | Italia (bandiera) | A     | Luigi Compiani  |
|    | Italia (bandiera) | P     | Concari         |
|    | Italia (bandiera) | A     | Conti           |
|    | Italia (bandiera) | A     | Costa           |

| N. |                   | Ruolo | Calciatore        |
| -- | ----------------- | ----- | ----------------- |
|    | Italia (bandiera) | D     | Medardo Ghini     |
|    | Italia (bandiera) | D     | Gonzaga           |
|    | Italia (bandiera) | D     | Ettore Montanari  |
|    | Italia (bandiera) | P     | Pedretti          |
|    | Italia (bandiera) | C     | Ravani            |
|    | Italia (bandiera) | A     | Giovanni Romani   |
|    | Italia (bandiera) | C     | Giuseppe Reggiani |
|    | Italia (bandiera) | A     | Zerbini           |